# Lelkom (Kando)
Pour les articles homonymes, voir Lelkom.
Lelkom est un village du département et la commune rurale de Kando, situé dans la province du Kouritenga et la région du Centre-Est au Burkina Faso.